# Репяховское сельское поселение
Репя́ховское се́льское поселе́ние — муниципальное образование в Краснояружском районе Белгородской области.
Административный центр — село Репяховка.

## История
Репяховское сельское поселение образовано 20 декабря 2004 года в соответствии с Законом Белгородской области № 159.

## Население
| 2010 | 2011 | 2012 | 2013 | 2014 | 2015 | 2016 | 2017 | 2018 |
| ---- | ---- | ---- | ---- | ---- | ---- | ---- | ---- | ---- |
| 937  | ↘933 | ↘924 | ↗943 | ↗966 | ↘947 | ↗956 | ↘942 | →942 |
| 2019 | 2020 | 2021 |      |      |      |      |      |      |
| ↘924 | ↗926 | ↘868 |      |      |      |      |      |      |

## Состав сельского поселения
| № | Населённый пункт | Тип населённого пункта       | Население |
| - | ---------------- | ---------------------------- | --------- |
| 1 | Бондарев         | хутор                        | ↘2        |
| 2 | Ново-Репяховка   | хутор                        | ↘30       |
| 3 | Прилесье         | посёлок                      | ↘128      |
| 4 | Репяховка        | село, административный центр | ↘777      |